# Chandler Egan
Henry Chandler Egan (21 de agosto de 1884 — 5 de abril de 1936) foi um golfista norte-americano, ganhador de duas medalhas olímpicas, uma de ouro e outra de prata.
Perdeu a medalha de ouro individual contra o canadense George Lyon nos Jogos Olímpicos de Verão de 1904.
Mais tarde se dedicou desenhar percursos para campos de golfe  na costa oeste dos Estados Unidos.